# Општина Куманово
Општина Куманово је највећа и најважнија од 6 општина Североисточног региона у Северној Македонији. Седиште општине је истоимени град Куманово.
Општина Куманово једна је од општина са бројнијом српском мањином у Северној Македонији, где српски језик има статус службеног језика.

## Положај
Општина Куманово налази се у северном делу Северне Македоније и погранична је са Србијом на северу (општина Прешево). Са других страна налазе се друге општине Северне Македоније:
- североисток — Општина Старо Нагоричане
- исток — Општина Кратово
- југоисток — Општина Свети Никола
- југ — Општина Петровец
- југозапад — Општина Илинден и Општина Арачиново
- запад — Општина Липково

## Природне одлике
Рељеф: Општина Куманово великим делом се поклапа са пространом долином средње Пчиње, познатом као Жеглигово. Ова долина је плодна и густо насељена. У крајњем источном делу општине уздижу се брегови и брда Родопских планина на истоку.
Клима у општини је умереноконтинентална.
Воде: Најважнији водоток у општини је река Пчиња која тече средином општине, од севера ка југу, док се у крајњем југоисточном делу тече и кратким делом тока Крива Река.

## Становништво
Општина Куманово имала је по последњем попису из 2002. г. 105.484 ст., од чега у седишту општине 76.272 ст (72%). Општина је густо насељена, нарочито град Куманово и околина. Сеоско подручје на истоку је много ређе насељено.
Национални састав по попису из 2002. године био је:
|           | Број    | Постотак |
| Укупно    | 105.484 | 100%     |
| Македонци | 63.746  | 60,4%    |
| Албанци   | 27.290  | 25,9%    |
| Срби      | 9.062   | 8,6%     |
| Роми      | 4.256   | 4,0%     |
| Турци     | 292     | 0,3%     |
| остали    | 838     | 0,8%     |

Национални састав по попису из 2021. године био је:
|           | Број   | Постотак |
| Укупно    | 98.104 | 100%     |
| Македонци | 54.741 | 55,8%    |
| Албанци   | 25.493 | 26,0%    |
| Срби      | 6.392  | 6,5%     |
| Роми      | 2.795  | 2,8%     |
| Турци     | 143    | 0,1%     |
| остали    | 8.540  | 8,7%     |

## Насељена места
У општини постоји 49 насељених места, једно градско и 48 села:
(** — насеље са српском већином, * — насеље са српском мањином)
| - Куманово* - Агино Село - Бедиње* - Бељаковце - Биљановце - Брзак* - Вакив - Винце - Габреш - Горње Коњаре* | - Градиште - Дилга - Доброшане - Довезенце - Доње Коњаре* - Живиње - Зубовце - Јачинце - Карабичане** - Клечевце | - Кокошиње - Колицко - Косматац - Кутлибег - Кучкарево - Кишање - Лопате - Љубодраг* - Мургаш - Ново Село** | - Новосељане - Орашац - Пезово - Пројевце - Пчиња - Режановце - Речица** - Романовце - Скачковце - Сопот | - Студена Бара - Сушево** - Табановце** - Тромеђа* - Умин Дол* - Черкези - Четирце** - Шупљи Камен |  |